# Linthes
Linthes est une commune française, située dans le département de la Marne en région Grand Est.

## Géographie
|            | Allemant | Broussy-le-Grand |
| Saint-Loup | Linthes  | Connantre        |
| Linthelles |          | Pleurs           |

### Hydrographie
La commune est dans la région hydrographique « la Seine de sa source au confluent de l'Oise (exclu) » au sein du bassin Seine-Normandie. Elle est drainée par le Biard,.

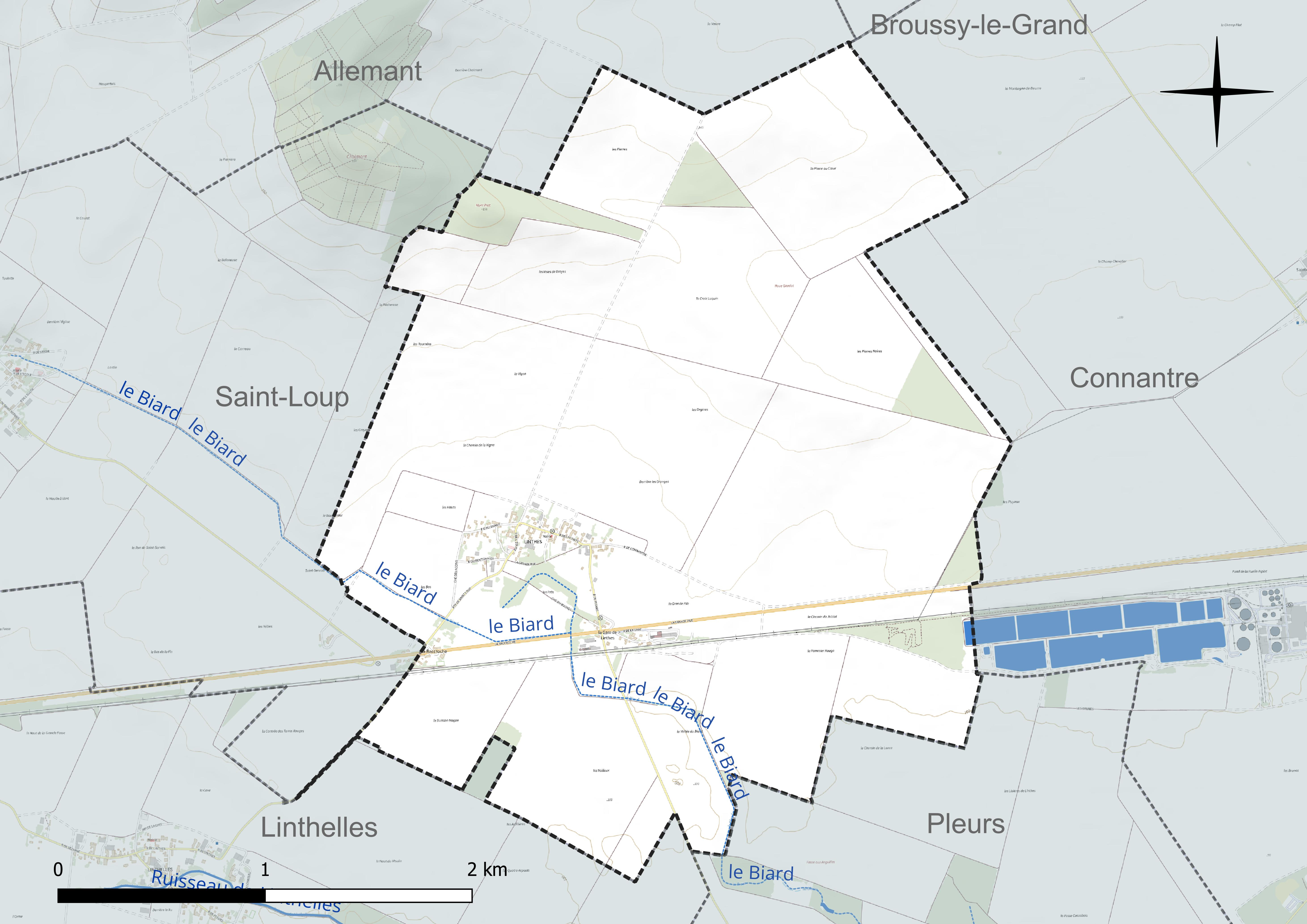
Réseau hydrographique de Linthes.

### Climat
Pour des articles plus généraux, voir Climat du Grand Est et Climat de la Marne.
En 2010, le climat de la commune est de type climat océanique dégradé des plaines du Centre et du Nord, selon une étude du Centre national de la recherche scientifique s'appuyant sur une série de données couvrant la période 1971-2000. En 2020, Météo-France publie une typologie des climats de la France métropolitaine dans laquelle la commune est exposée à un climat océanique altéré et est dans la région climatique  Nord-est du bassin Parisien, caractérisée par un ensoleillement médiocre, une pluviométrie moyenne régulièrement répartie au cours de l’année et un hiver froid (3 °C). 
Pour la période 1971-2000, la température annuelle moyenne est de 10,6 °C, avec une amplitude thermique annuelle de 16 °C. Le cumul annuel moyen de précipitations est de 700 mm, avec 11,2 jours de précipitations en janvier et 7,5 jours en juillet. Pour la période 1991-2020, la température moyenne annuelle observée sur la station météorologique de Météo-France la plus proche, « Esternay-Man », sur la commune d'Esternay à 21 km à vol d'oiseau, est de 10,9 °C et le cumul annuel moyen de précipitations est de 780,5 mm. 
La température maximale relevée sur cette station est de 42,5 °C, atteinte le 25 juillet 2019 ; la température minimale est de −25 °C, atteinte le 14 février 1956,,. 
Les paramètres climatiques de la commune ont été estimés pour le milieu du siècle (2041-2070) selon différents scénarios d'émission de gaz à effet de serre à partir des nouvelles projections climatiques de référence DRIAS-2020. Ils sont consultables sur un site dédié publié par Météo-France en novembre 2022.

## Urbanisme

### Typologie
Au 1er janvier 2024, Linthes est catégorisée commune rurale à habitat dispersé, selon la nouvelle grille communale de densité à sept niveaux définie par l'Insee en 2022.
Elle est située hors unité urbaine. Par ailleurs la commune fait partie de l'aire d'attraction de Sézanne, dont elle est une commune de la couronne,. Cette aire, qui regroupe 37 communes, est catégorisée dans les aires de moins de 50 000 habitants,.

### Occupation des sols
L'occupation des sols de la commune, telle qu'elle ressort de la base de données européenne d’occupation biophysique des sols Corine Land Cover (CLC), est marquée par l'importance des territoires agricoles (95,6 % en 2018), une proportion identique à celle de 1990 (95,6 %). La répartition détaillée en 2018 est la suivante : 
terres arables (92,9 %), zones urbanisées (3 %), zones agricoles hétérogènes (2,6 %), forêts (1,2 %), zones industrielles ou commerciales et réseaux de communication (0,2 %). L'évolution de l’occupation des sols de la commune et de ses infrastructures peut être observée sur les différentes représentations cartographiques du territoire : la carte de Cassini (XVIIIe siècle), la carte d'état-major (1820-1866) et les cartes ou photos aériennes de l'IGN pour la période actuelle (1950 à aujourd'hui).

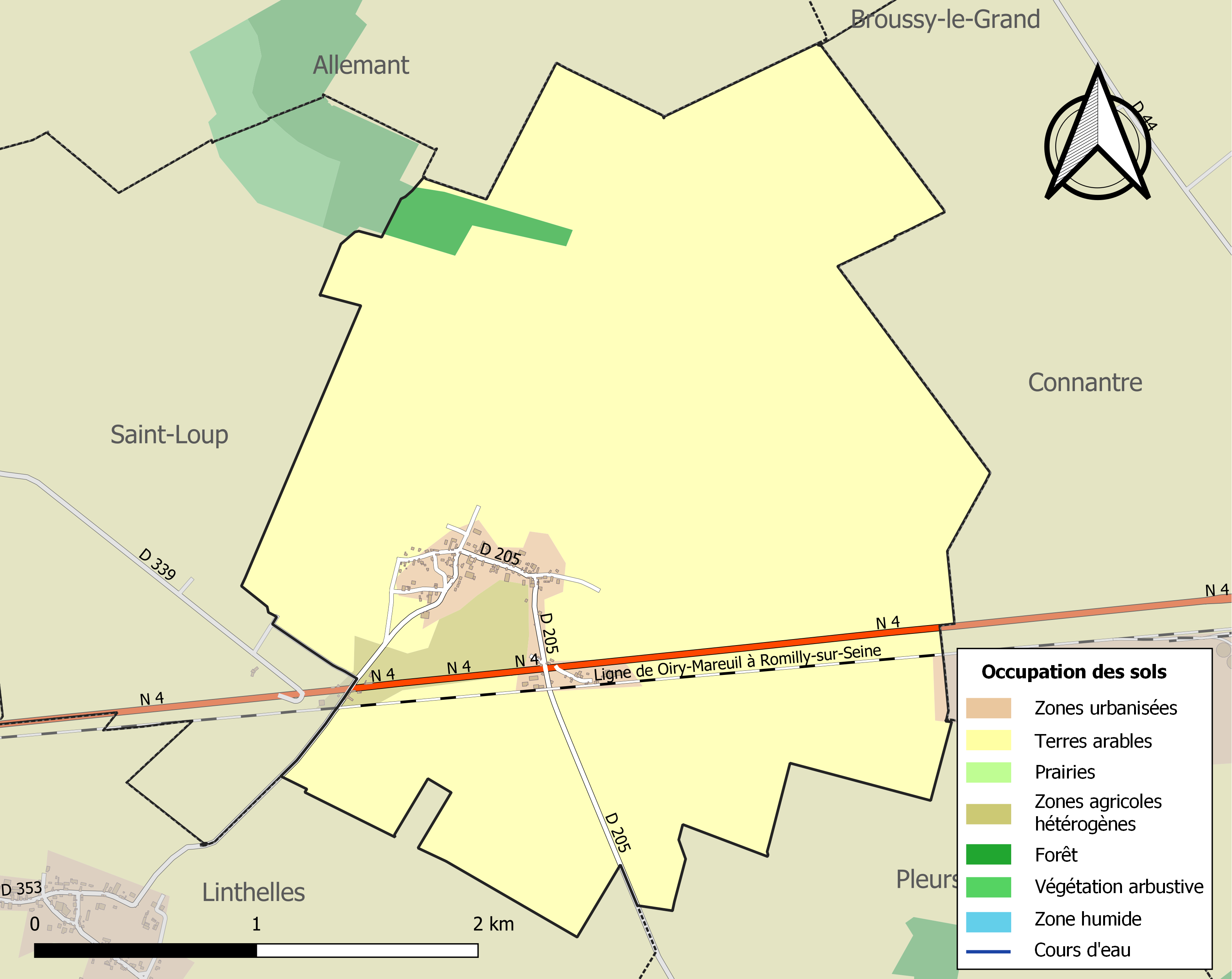
Carte des infrastructures et de l'occupation des sols de la commune en 2018 (CLC).

## Toponymie
Le nom de la localité est attesté sous les formes Limes, Limites (813) ; Linthia (1131) ; Linthæ (1140) ; Lintæ (1145) ; Lintes (1186) ; Linthæ (1220) ; Lintez (1295) ; Linte (1381) ; Linthe (1443) ; L'Inthes (1629) ; L'Inthe, L'Intes (1664) ; Linthee (1784).

Du latin « limites » (« borne, limite, frontière »).

## Histoire
Le nom de Linthes provient du latin « limites ». Son nom est attesté sous cette forme en 813. Elle s'explique par le fait que Linthes était situé sur la limite des diocèses de Châlons-sur-Marne et de Troyes.

## Politique et administration

### Intercommunalité
La commune a adhéré, le 1er janvier 2014, à la communauté de communes des Coteaux Sézannais,.

### Liste des maires
| Période                                  | Période                      | Identité           | Étiquette                                  | Qualité                         |
| ---------------------------------------- | ---------------------------- | ------------------ | ------------------------------------------ | ------------------------------- |
| Les données manquantes sont à compléter. |                              |                    |                                            |                                 |
| avant 1875                               | après 1879                   | Pigeollot          |                                            |                                 |
| avant 1995                               | ?                            | Jean-Claude Ozerée |                                            |                                 |
| mars 2001                                | mars 2008                    | François Lanciot   |                                            |                                 |
| mars 2008                                | En cours (au 4 juillet 2014) | Serge Varlet       | Soutient le FN pour la présidentielle 2017 | Réélu pour le mandat 2014-2020, |

## Démographie
L'évolution du nombre d'habitants est connue à travers les recensements de la population effectués dans la commune depuis 1793. Pour les communes de moins de 10 000 habitants, une enquête de recensement portant sur toute la population est réalisée tous les cinq ans, les populations de référence des années intermédiaires étant quant à elles estimées par interpolation ou extrapolation. Pour la commune, le premier recensement exhaustif entrant dans le cadre du nouveau dispositif a été réalisé en 2004.

En 2022, la commune comptait 111 habitants, en évolution de −5,93 % par rapport à 2016 (Marne : −1,19 %, France hors Mayotte : +2,11 %).
| 1793 | 1800 | 1806 | 1821 | 1831 | 1836 | 1841 | 1846 | 1851 |
| ---- | ---- | ---- | ---- | ---- | ---- | ---- | ---- | ---- |
| 141  | 148  | 146  | 146  | 146  | 134  | 142  | 156  | 162  |

| 1856 | 1861 | 1866 | 1872 | 1876 | 1881 | 1886 | 1891 | 1896 |
| ---- | ---- | ---- | ---- | ---- | ---- | ---- | ---- | ---- |
| 164  | 165  | 144  | 147  | 158  | 143  | 143  | 149  | 130  |

| 1901 | 1906 | 1911 | 1921 | 1926 | 1931 | 1936 | 1946 | 1954 |
| ---- | ---- | ---- | ---- | ---- | ---- | ---- | ---- | ---- |
| 124  | 119  | 114  | 103  | 117  | 127  | 148  | 140  | 131  |

| 1962 | 1968 | 1975 | 1982 | 1990 | 1999 | 2004 | 2006 | 2009 |
| ---- | ---- | ---- | ---- | ---- | ---- | ---- | ---- | ---- |
| 116  | 122  | 88   | 101  | 123  | 124  | 114  | 109  | 118  |

| 2014 | 2019 | 2022 | - | - | - | - | - | - |
| ---- | ---- | ---- | - | - | - | - | - | - |
| 120  | 114  | 111  | - | - | - | - | - | - |

## Culture locale et patrimoine

### Lieux et monuments
- L'église Saint-Pierre.

### Linthes dans la littérature
Linthes est citée dans le poème d’Aragon, Le Conscrit des cent villages, écrit comme acte de Résistance intellectuelle de manière clandestine au printemps 1943, pendant la Seconde Guerre mondiale.
Aragon cite en fait un village Linthes-Pleurs créé à partir des deux communes limitrophes.

### Héraldique
| Blason de Linthes | Blason  | Parti : au 1er d'azur à un heaume d'argent taré de trois-quarts, au 2d de gueules à une clé d'or ; à la double vergette potencée contre-potencée d'or, l'intervalle rempli d'azur et brochant sur la partition. |
| Blason de Linthes | Détails | Le statut officiel du blason reste à déterminer. |